# 雷諾茲堡 (伊利諾伊州)
雷諾茲堡（英語：Reynoldsburg）是位於美國伊利諾伊州約翰遜縣的一個村落。

## 地理
雷諾茲堡的座標為37°30′55″N 88°46′35″W / 37.51528°N 88.77639°W，而該地最高點為海拔高度175米（即574英尺）。

## 人口
根據2010年美國人口普查的數據，雷諾茲堡的面積為5.00平方千米，當中陸地面積為5.00平方千米，而水域面積為5.00平方千米。當地共有人口500人，而人口密度為每平方千米100人。